# Die Brücken von Toko-Ri
Die Brücken von Toko-Ri ist ein US-amerikanischer Kriegsfilm von Mark Robson aus dem Jahre 1954. Als Vorlage diente der gleichnamige Roman von James A. Michener.

## Handlung
Rechtsanwalt Harry Brubaker, der im Zweiten Weltkrieg Pilot war, wird während des Koreakrieges reaktiviert und zum 77. Fernostgeschwader auf einen Flugzeugträger im Pazifik abkommandiert. Er soll einen Düsenjäger vom Typ Grumman F9F Panther fliegen. Ihm und anderen Düsenjäger-Piloten wird eine wichtige Mission zugewiesen: die Zerstörung der Brücken von Toko-Ri. Der Flugzeugträgerkommandeur, Admiral Tarrant, bemüht sich, den vom Krieg desillusionierten Brubaker von der Sinnhaftigkeit des Einsatzes zu überzeugen.
Vor seinem Einsatz hat Brubaker sieben Tage Landurlaub in Tokio, wo ihn seine Frau Nancy und die beiden Töchter besuchen. Nancy, bislang unbeeindruckt von den Gefahren des Krieges, begreift plötzlich die Tragweite und Risiken seiner Einsätze.
Nach einem Aufklärungsflug mit Flakbeschuss über die Brücken muss Brubaker unbedingt sicher auf dem Flugdeck des Flugzeugträgers landen, weil sein Rottenkamerad das Fangseil verfehlt hat und in die Auffangnetze gerast ist. Da das Netz beschädigt ist und für die Landung der zweiten Maschine nicht zur Verfügung steht, wird ein Abschleppkran als Schutz für die am Bug abgestellten Flugzeuge aufgestellt. Verfehlt der Pilot die Fangseile, würde ein Zusammenprall mit dem Kran den sicheren Tod bedeuten. Brubaker schafft eine sichere Landung. Gruppenkommandeur Lee legt dem von der psychischen Beanspruchung gezeichneten Brubaker nahe, von der Mission zurückzutreten. Aber Brubaker ist sich seiner Verantwortung bewusst und erfüllt den Auftrag. Beim Anflug auf das sekundäre Ziel, Treibstofftanks am Boden in einiger Entfernung, durchschlägt ein Flaksplitter den Treibstofftank seiner Maschine. Nachdem sein Tank sich geleert hat, bevor er aufs sichere Meer kommt, muss er auf freiem Feld in feindlichem Gebiet notlanden. Ein Rettungsteam, dessen Vorgesetzter er früher war und das ihn sehr schätzt, kommt ihm zu Hilfe. Bei der Landung wird der Motor des (Sikorsky HO3S-1) Hubschraubers von Maschinengewehrfeuer getroffen, ein Start ist nicht mehr möglich. Der Copilot wird beim Verlassen des Hubschraubers tödlich getroffen. Der Pilot Mike rennt mit zwei Gewehren zu dem Graben, in dem Brubaker nach seiner Notlandung in Deckung gegangen war. Die Douglas A-1 Skyraider Propellermaschinen, die den Rettungshubschrauber zum Schutz begleitet hatten, verhindern den Ansturm der Koreaner, bis ihnen nur mehr der Sprit für den Rückflug bleibt. Eine erste Handgranate kann Mike zurückwerfen, die zweite tötet ihn. Brubaker wird erst verwundet, dann aus nächster Nähe erschossen. In der Meldung an Admiral Tarrant berichtet der CAG: „Drei Marineflieger im Feindgebiet gefallen. Hubschrauber abgestürzt und vernichtet. Befehl erfolgreich ausgeführt: die Brücken von Toko-Ri zerstört.“

## Hintergründe
- Die Dreharbeiten fanden überwiegend in Japan statt. Der Film wurde erst ein volles Jahr nach der Fertigstellung für den Verleih freigegeben und feierte Anfang 1955 seine Premiere in New York.
- William Holden machte seine Beteiligung am Film davon abhängig, dass die Produzenten das ursprüngliche Ende aus der Romanvorlage beibehalten (kein Happy End).
- Grace Kelly hatte in ihrer vergleichsweise kleinen Rolle als Ehefrau eines Marinepiloten wenig Wirkungsmöglichkeiten. Für Kritik und Publikum war vielmehr von Interesse, dass man sie zum ersten Mal im Badeanzug sah.
- In der Romanvorlage fliegt Brubaker eine McDonnell F2H Banshee. Bei den Dreharbeiten an Bord der Oriskany, in der Romanvorlage „USS Savo Island“, werden jedoch Grumman F9F-2 Panther eingesetzt

## Kritiken
“For this color-film representation of the part of Navy fliers in the Korean war […] not only is true to the original, almost to the word, but also succeeds in bringing the whole thing excitingly alive. No wonder. The best stuff in this picture […] are the accounts of aircraft carrier operations and of Navy men afloat and ashore. They are the details of ready-room briefings, of shooting jet planes off cold flight decks, of crackling communications among the planes in the air, of bombing runs on Korean targets, of nerve-racking landings back on the deck and of hasty, heroic maneuvers by the helicopter fellows to fish downed pilots out of the sea. […] The questions put in this picture as to the point of the Korean war and the great personal sacrifices in it are not answered, nor are the answers sought. Its purpose is not to answer questions. Its purpose simply is to show the human and professional resolution, organization and sacrifice that prosecution of the war required. And it has fulfilled this purpose in a truly efficient and moving way.”

„Diese Farbfilmdarstellung des Einsatzes der Marineflieger im Koreakrieg […] ist nicht nur nahe am Original, fast wortgetreu, sondern schafft es auch, das Ganze spannend und lebendig werden zu lassen. Kein Wunder. Das Beste an diesem Film […] sind die Berichte über den Einsatz von Flugzeugträgern und Marinesoldaten auf See und an Land. Es sind die Einzelheiten von Einsatzbesprechungen im Bereitschaftsraum, von Düsenflugzeugen, die von kalten Flugdecks katapultiert werden, von knisternder Kommunikation zwischen den Flugzeugen in der Luft, von Bombenangriffen auf koreanische Ziele, von nervenaufreibenden Landungen auf dem Deck und von ungestümen, heroischen Manövern der Hubschrauberkameraden, um abgestürzte Piloten aus dem Meer zu fischen. […] Die in diesem Film gestellten Fragen nach dem Sinn des Koreakrieges und den großen persönlichen Opfern werden weder beantwortet, noch werden Antworten angestrebt. Der Zweck besteht nicht darin, Fragen zu beantworten. Der Zweck besteht lediglich darin, die menschliche und professionelle Entschlossenheit, Gestaltung und Opferbereitschaft zu zeigen, die für die Durchführung des Krieges erforderlich waren. Und dieser Zweck wurde auf wirklich effiziente und bewegende Weise erfüllt.“

“The Bridges at Toko-Ri (Paramount), based on the 1953 novel by James Michener, is one of the best of all the many Hollywood pictures about the Korean war. The movie is a good deal better than the book. And in this case, besides, there is the cold beauty of the jet planes as they flash through black skies like algebraic swans in a futuristic myth.”

„Die Brücken von Toko-Ri (Paramount), basierend auf dem Roman von James Michener aus dem Jahr 1953, ist einer der besten der vielen Hollywood-Filme über den Koreakrieg. Der Film ist um einiges besser als das Buch. Und in diesem Fall kommt die kalte Schönheit der Düsenflugzeuge hinzu, die wie algebraische Schwäne in einem futuristischen Märchen durch den schwarzen Himmel blitzen.“

„Teils versteht man’s, und teils versteht man’s nicht. Wer »Die Brücken von Toko-Ri« am Gros von Hollywoods Kriegsfilmen misst, der versteht es, denn ein Heldenlied von Sonny-Boys ist das nicht. Andererseits: Wie viel auch vom Wildwestern-Schema wegfiel, wie viel dafür an Verhaltenheit des Spiels und schlichter Überzeugungskraft im Optischen gewonnen wurde – so tief, wie er vorgibt, lotet der Film nicht. Denn der Bürger in Uniform, der da in Korea einen unpopulären Krieg mitzumachen hat, ist immerhin Pilot eines Düsenjägers und gehört somit zu jenem neuen Orden harter Boys, der unter anderem dazu bestimmt zu sein scheint, die Cowboys auf der Leinwand abzulösen.“

„Ambitioniertes semidokumentarisches See- und Luftkriegsdrama, das sich über die menschliche Problematik hinaus um eine differenzierte Einschätzung des historisch-politischen Hintergrunds bemüht.“

„Dokumentarischer Kriegsfilm […]. Sehenswert.“

## Auszeichnungen
- Der Film wurde bei der Oscarverleihung 1956 in der Kategorie Beste visuelle Effekte ausgezeichnet und war außerdem noch in einer weiteren Kategorie nominiert.

## Veröffentlichungen
- Die Brücken von Toko-Ri, DVD, CIC Video/Paramount Home Entertainment 2004
- The Bridges at Toko-Ri, Blu-ray Disc, Imprint Records 2021 (englisch; Sammler-Edition)